# Gaspard de Crayer
Gaspard de Crayer, né le 18 novembre 1584 à Anvers et mort le 27 janvier 1669 à Gand, est un peintre des Pays-Bas méridionaux connu pour ses nombreux retables de tendance contre-réformiste et ses portraits. Il était un peintre de la cour des gouverneurs des Pays-Bas méridionaux et a travaillé dans les principales villes de Flandre, où il a contribué à la propagation du style de Rubens,.

## Biographie
Gaspard de Crayer est né à Anvers. Il est le fils de Gaspard de Crayer l'Ancien, un peintre décorateur, enlumineur et marchand d'art. Élève présumé de Raphaël Coxie, fils ainé de Michiel Coxcie et peintre de cour des archiducs Albert et Isabelle, souverains des Pays-Bas espagnols, Gaspard de Crayer devient franc-maître à la guilde de Saint-Luc de Bruxelles le 3 novembre 1607. Il est le doyen de la guilde de Saint-Luc en 1614-1616. Le 17 février 1613, il épouse Catharina Janssens. De 1612 jusqu'à 1627, il est membre du conseil de la ville de Bruxelles.

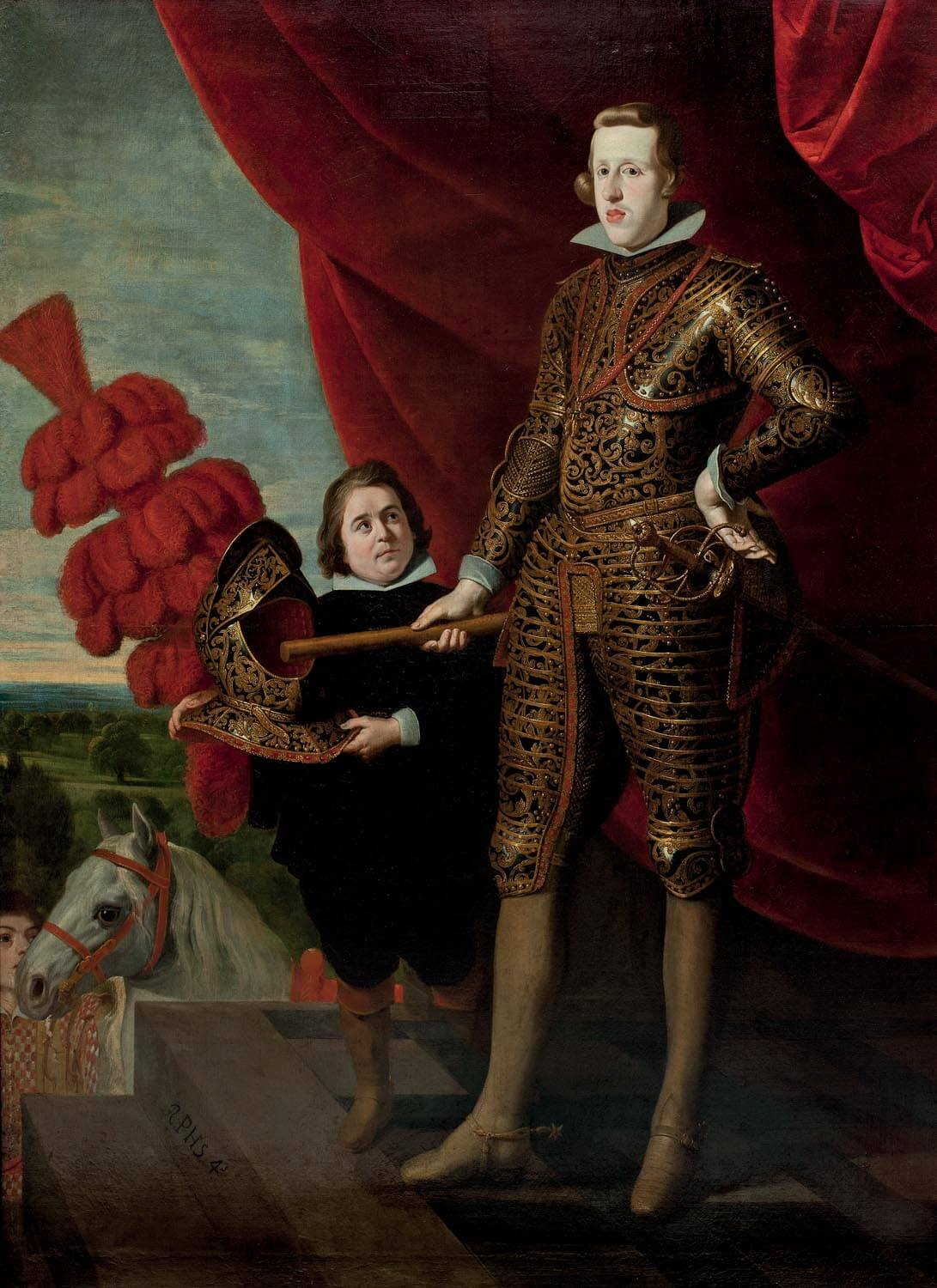
Philippe IV d'Espagne avec son page.

Les premières œuvres de Gaspard de Crayer incluent des portraits des rois d'Espagne et des gouverneurs et fonctionnaires espagnols stationnés dans les Pays-Bas espagnols et des membres du conseil de la ville de Bruxelles. Par exemple, le Portrait du marquis de Leganés est peint par de Crayer en 1627-1628 (Musée d'histoire de l'art de Vienne). En plus, depuis le début de sa carrière, Crayer reçoit des commissions pour retables de plusieurs églises et monastères situées à Bruxelles et dans ses environs. Il collabore en 1635 aux travaux décoratifs réalisés pour la Joyeuse Entrée à Gand du cardinal-infant Ferdinand, frère du roi Philippe IV d'Espagne et gouverneur des Pays-Bas espagnols depuis la mort de sa tante Isabelle-Claire-Eugénie d'Autriche. Le cardinal-infant Ferdinand fait de lui son premier peintre de la cour. Jacques Boonen, archevêque de Malines, lui confie dans les années 1620-1630 des travaux de décoration à l'abbaye d'Affligem. 

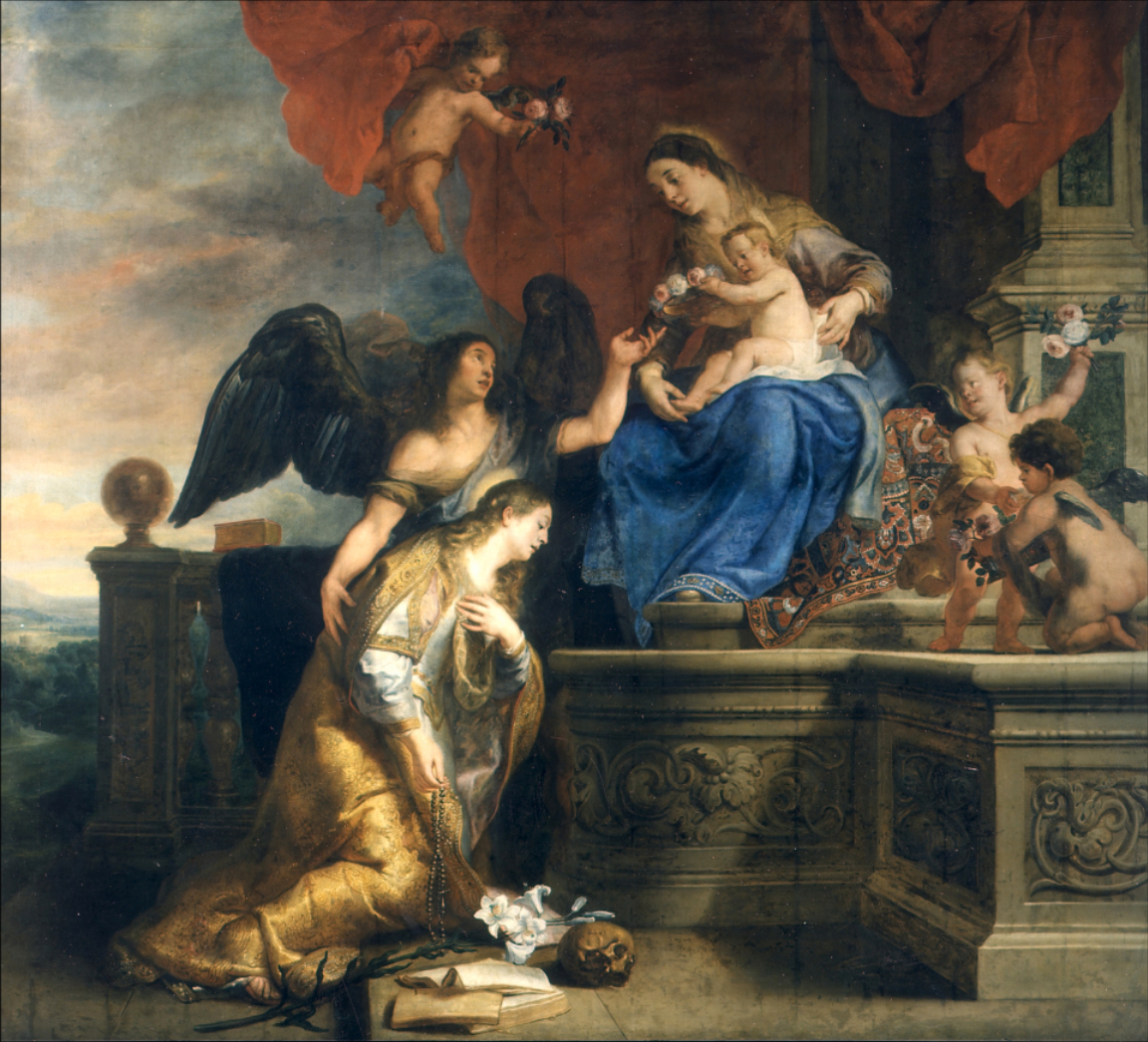
Le Couronnement de sainte Rosalie.

Même après avoir acquis une position sociale élevée à Bruxelles, de Crayer ne perd pas le contact avec sa ville natale d'Anvers. Il reste en particulier un ami et associé d'affaires du marchand d'art Matthijs Musson (en) (c. 1600-1678), qui est aussi son patron et agent.
Il s'installe à Gand en 1664, où il est inscrit à la guilde de Saint-Luc. Beaucoup de ses peintures ornent les églises de Gand.
Son grand atelier lui permet d'effectuer de nombreuses commandes de retables pour des sociétés religieuses et des clients dans les Pays-Bas espagnols, l'Espagne et d'autres pays. Parmi ses commissions figure une commission de l'architecte et artiste-peintre néerlandais Jacob van Campen pour contribuer à des tableaux pour la décoration de l'Huis ten Bosch à La Haye.
Dans son vaste atelier, de Crayer forme entre 1610 et 1661 un grand nombre d'étudiants, y compris Jan van Cleve (III) (en), Anselm van Hulle (en) et François Monnaville.

## Œuvres
Gaspar de Crayer était un peintre de tableaux d'histoire, surtout avec des thèmes religieux, et de portraits.
Il emprunte des motifs à l'œuvre de Rubens et on soupçonne qu'il est en contact avec l'atelier de Rubens. Jusqu'à 1630, de Crayer travaille dans un style classique. Depuis environ 1631, il tombe sous l'influence d'Antoine van Dyck et ses compositions de sujets religieux deviennent plus chargées d'émotion.
Entre 1638 et 1648, les compositions de de Crayer affichent une tonalité plus légère et ses personnages deviennent plus doux et sentimentaux en apparence. Plus tard, il est également trace d'une influence vénitienne, en particulier de l'art de Titien et Paul Véronèse. Dans les années 1650 et 1660, l'art de de Crayer devient plus émotionnellement chargé et plus dramatique. Dans la dernière période, beaucoup de ses compositions sont réalisées par des collaborateurs dans son studio.

## Interprétation en gravure
- Hercule entre la volupté et la vertu, gravé par Philippe Trière d'après Gaspard de Crayer (British Museum, Londres).

## Collections publiques ou églises
- La Déploration du Christ, vers 1630
- Étude de la tête d'un jeune Maure, 1631, huile sur toile, 39 × 33 cm, Musée des beaux-arts de Gand[6]
- La Pêche miraculeuse, vers 1644, Musées royaux des beaux-arts de Belgique, à Bruxelles
- Le Couronnement de sainte Rosalie, 1644, huile sur toile: 321 × 363 cm, Musée des beaux-arts de Gand. Provient de l'ancienne église des Jésuites d'Ypres[7].
- La Résurrection de Lazare, 1664, Église Saint-Germain de Rennes
- La Résurrection de Lazare, 1664, Musée des Beaux-Arts de Rennes (seconde version, même année, mais très différente)
- La Sainte Vierge et l'Enfant Jésus vénérés par différents saints, Musée de Grenoble
- L'Apparition de la Vierge à saint Bernard, dans l'église Saint-Laurent, à Virton
- L'Assomption de la Vierge, huile sur toile, 380 x 276 cm, Musée des beaux-arts de Dijon
- La pêche miraculeuse : Les apôtres rapportent au Christ le fruit de leur prise, Palais des beaux-arts de Lille.
- Le Martyre des quatre couronnés : Claudius, Nicolastratus, Symphorianus, Castor et Simplicius, Palais des beaux-arts de Lille
- Le Martyre de saint Denis, saint Rustique et saint Eleuthère, Maison d'éducation de la Légion d'honneur, Saint-Denis, (Seine-Saint-Denis), (réfectoire)[8]
- La Résurrection de Jésus Christ, Musée des beaux-arts, Valenciennes
- La Sainte Vierge offrant le Rosaire à saint Dominique en présence de différents autres saints, Musée des beaux-arts, Valenciennes
- Job sur le fumier, Musée des Augustins, Toulouse
- Le Christ en croix en présence de saint François et de sainte Marie-Madeleine, Musée Antoine Lécuyer, Saint-Quentin (Aisne)
- Sainte Catherine enlevée au ciel
- La Vierge intercédant pour les infirmes
- Le Centenier aux pieds de J.-C.
- La Descente de Croix, Rijksmuseum Amsterdam
- La Descente de Croix, Millau
- L'Assomption, église Sainte-Aldegonde, Écaussinnes-Lalaing
- Quatre portraits attribués à l'artiste se trouvent dans l'église Sainte-Agathe, à Bruxelles
- Philippe IV d'Espagne, Metropolitan Museum of Art, New York.
- Crucifixion avec Marie-Madeleine, église Saint-Sébastien de Préaux-Saint-Sébastien
- Le Martyre de saint Adrien, église Saint-Nicolas du Chardonnet
- Sainte Apolline, Cathédrale Saint-Sauveur d'Aix-en-Provence (nef), dépôt du Louvre : B 233[9].

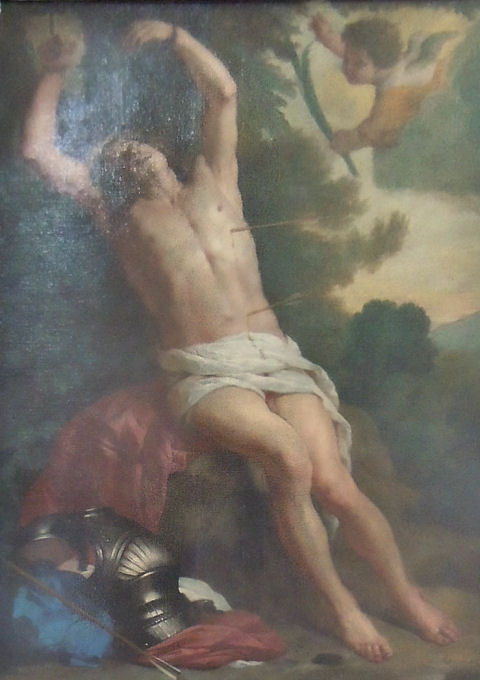
le Martyre de St Sebastien, Haasdonk, Eglise saint-Jacques.
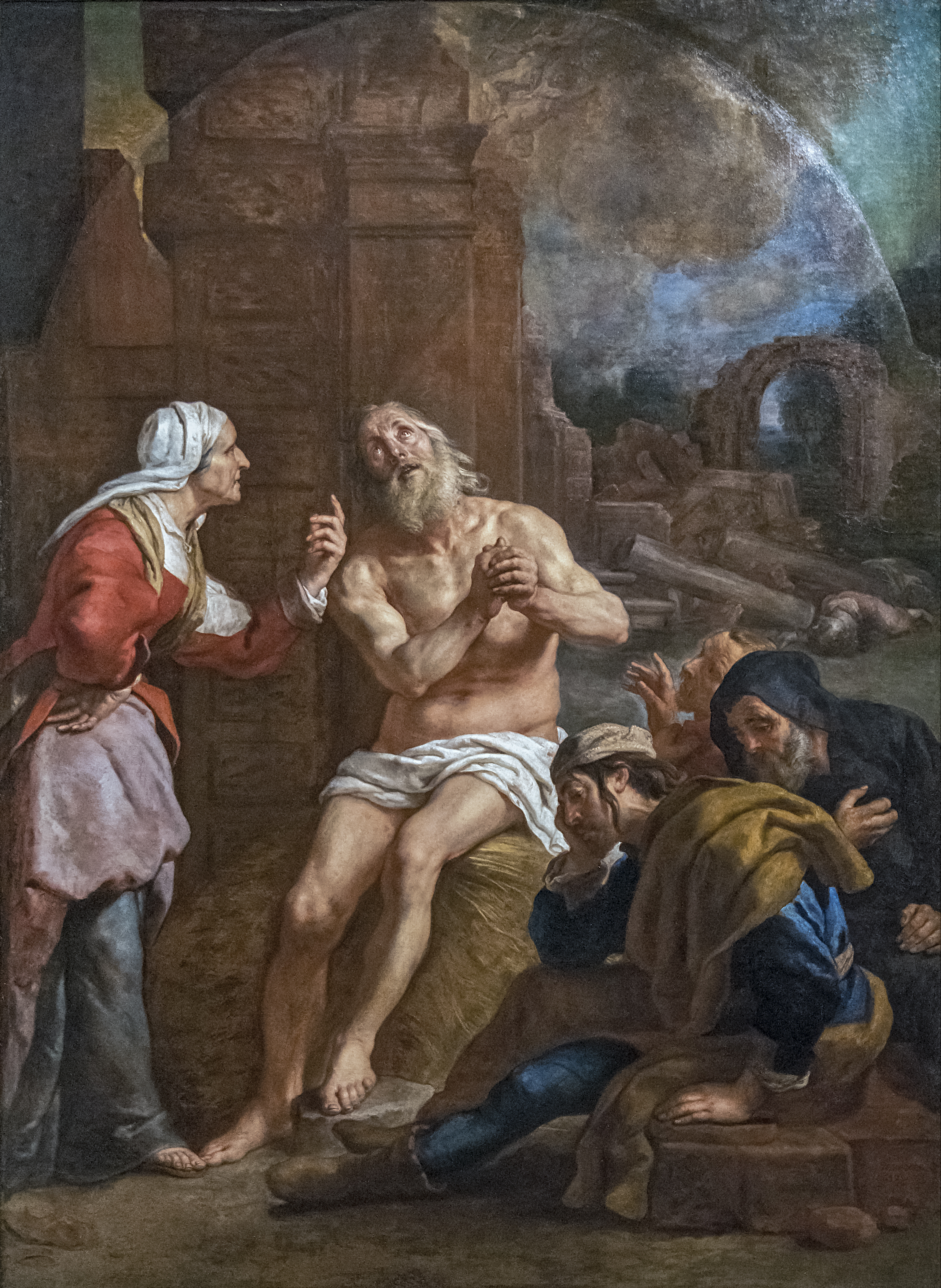
Job sur le fumier
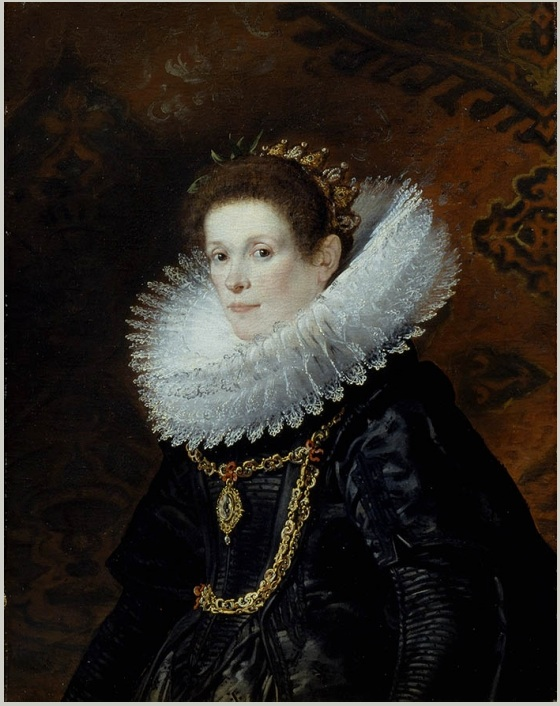
Portrait d'une dame éminente
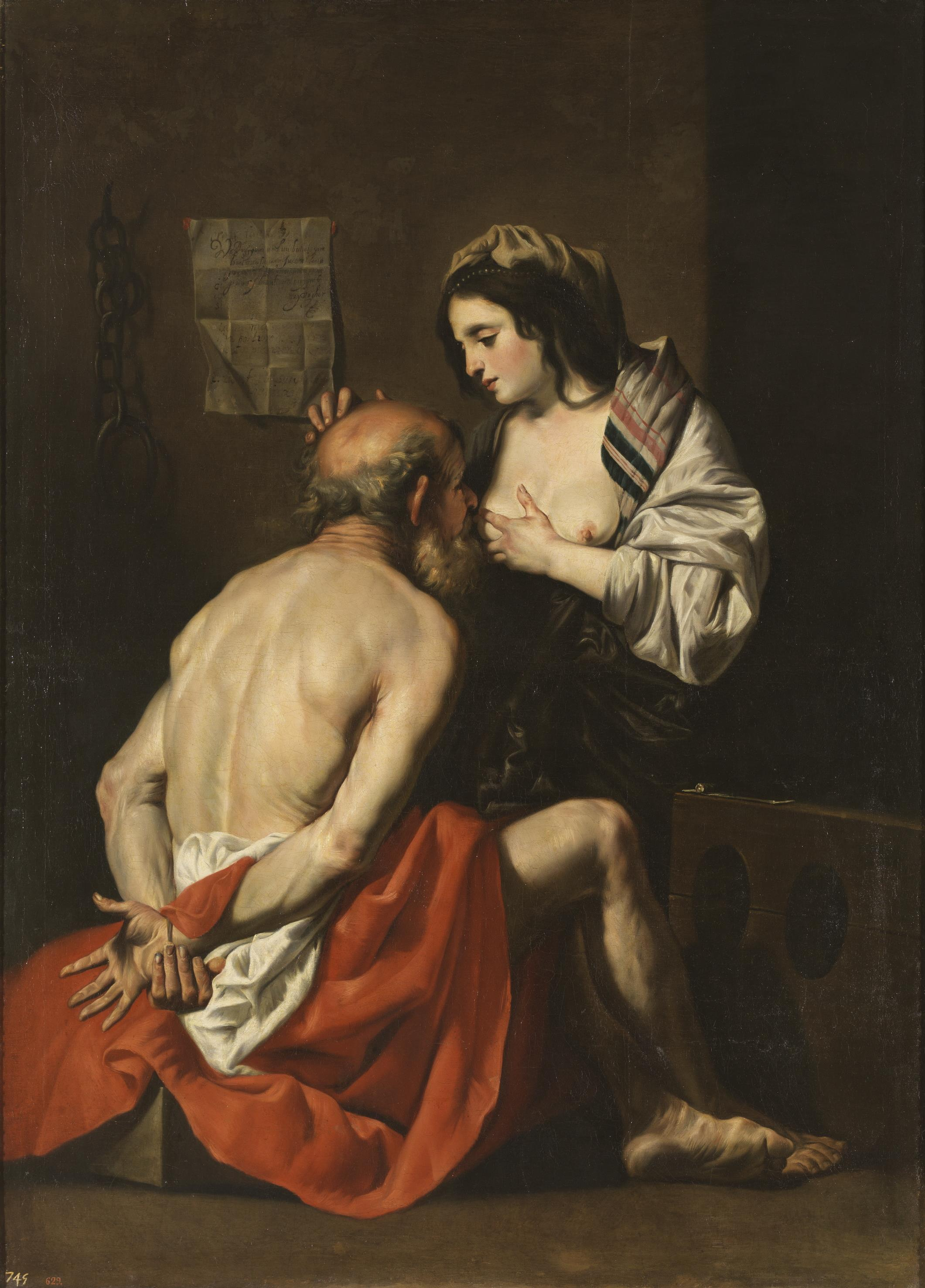
Caritas Romana